# Johannes Nicolaus Brønsted
Johannes Nicolaus Brønsted (født 22. februar 1879 i Varde, død 17. december 1947 i København) var en dansk kemiker, der blandt andet er kendt for sit syre-base-begreb. Denne teori blev udviklet på samme tid men uafhængigt af at den engelske kemiker Martin Lowry (1874-1936) udviklede en meget lignende teori, og derfor navngives denne teori oftest efter dem begge.
På samme tid arbejdede S.P.L. Sørensen fra Carlsberg Laboratoriet med pH-begrebet.
Efter 2.verdenskrig vendte Brønsted i 1945 sin opmærksomhed mod politik og stillede op og blev valgt for Venstre til Folketinget, men døde under to måneder senere. Han var interesseret i det sydslesvigske spørgsmål og i naturfredning.
Han døde i København 17. december 1947.